# Маккрей, Даниэлла
Даниэлла Латрис Маккрей (англ. Danielle Latrice McCray; род. 8 октября 1987 года в Бойнтон-Бич, Флорида, США) — американская профессиональная баскетболистка, выступавшая в женской национальной баскетбольной ассоциации. Она была выбрана на драфте ВНБА 2010 года в первом раунде под общим седьмым номером командой «Коннектикут Сан». Играет на позиции лёгкого форварда и атакующего защитника. В настоящее время выступает за польский клуб «Энея АЗС Познань».

## Ранние годы
Даниэлла родилась 8 октября 1987 года в городе Бойнтон-Бич (штат Флорида) в семье Стивена и Эллариз Маккрей, у неё есть родной брат, Брэндон и сводный, Шамар. В детстве её семья перебралась в город Олейте (штат Канзас), где она училась в средней школе Олейте-Ист, в которой выступала за местную баскетбольную команду.